# Correlophus ciliatus
Espèce
Synonymes
- Rhacodactylus ciliatus (Guichenot, 1866)

Statut de conservation UICN

 VU B1ab(l,ll,lll,v) : Vulnérable
Correlophus ciliatus, nommé Rhacodactylus ciliatus jusqu'en 2012, est une espèce de geckos de la famille des Diplodactylidae. En français il est appelé Gecko à crête, Gecko à cils ou encore Gecko à frange.
On l'a cru éteint jusqu'à sa redécouverte en 1994. C'est un animal populaire dans le milieu de la terrariophilie pour son maintien relativement aisé et son caractère peu farouche.

## Répartition

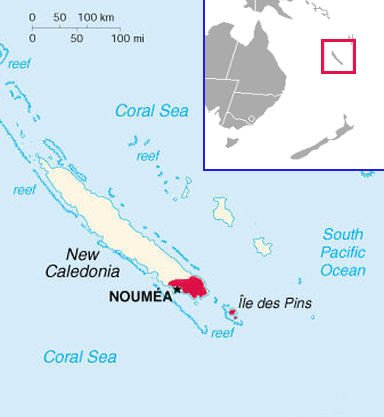
Distribution de Correlophus ciliatus

Cette espèce est endémique de Nouvelle-Calédonie. Elle se rencontre dans la moitié sud de la Grande Terre et à l'île des Pins.
Il existe trois populations distinctes, une sur l'Île des Pins et deux sur l'île principale de Grande Terre. L'une de ces deux dernières populations se rencontre dans le Parc de la Rivière Bleue, qui est une réserve naturelle protégée. L'autre se situe plus au nord, près du mont Dzumac.

## Habitat
Correlophus ciliatus est une espèce arboricole qui apprécie la canopée de la forêt tropicale humide.

## Description

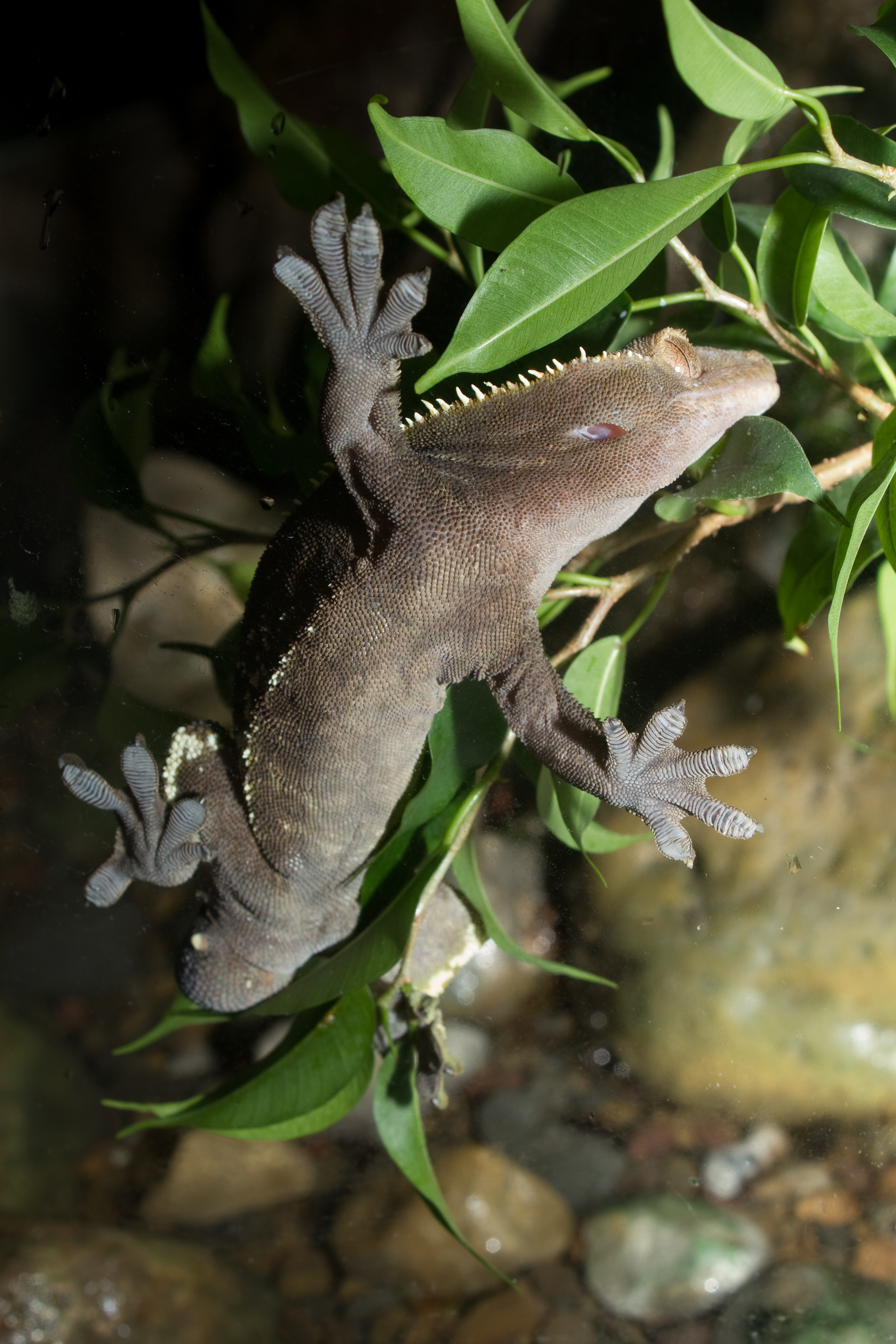
Correlophus ciliatus

### Morphologie
Le gecko à crête possède de petites excroissances ressemblant à des cils au-dessus des yeux, qui se poursuivent en deux rangées le long de son dos. Ses doigts et l'extrémité de sa queue sont couverts de poils microscopiques appelés setae qui agissent comme des ventouses et lui permettent d'escalader la plupart des surfaces. Ces structures exploitent vraisemblablement la force de van der Waals. De petites griffes au niveau des doigts l'aident à grimper aux endroits où il ne peut pas se cramponner.
Les geckos à crête ne possèdent pas de paupières mobiles. Une écaille transparente recouvrant l’œil maintient ce dernier humide. Correlophus ciliatus se lèche les yeux pour les garder propres.
Les spécimens rencontrés dans la nature arborent généralement une teinte marron, mais on trouve naturellement de nombreuses variations de couleurs et de motifs, contrairement à d'autres sauriens tels que Pogona vitticeps chez lesquels les variations de robes et de couleurs sont uniquement dues à des sélections en captivité, appelées phases. La morphologie de la crête de C. ciliatus connait des variations parmi les geckos élevés en captivité, dont certains caractères ont été sélectionnés par les éleveurs.
L'intensité des couleurs d'un individu peut varier en fonction de l'âge (surtout avant/après la maturité sexuelle), de l'intensité lumineuse, de la température, de l'humidité, et de l'activité de l'animal. À l'âge adulte le gecko à crête peut mesurer environ 20-25 cm dont 40 % pour la queue. Son poids est d'environ 35 à 60 g.

### Sexage
À l'âge adulte, on reconnait assez facilement le mâle de la femelle, car celui-ci présente des renflements hémipéniens visibles à la base de la queue. D'autre part, les mâles possèdent des pores fémoraux (petits pores impliqués dans la sécrétion de phéromones situés sur au moins deux rangées d'écailles de la face ventrale, entre les deux pattes postérieures). Il arrive que les femelles présentent des structures ressemblant à ces pores, mais jamais en aussi grand nombre que les mâles. Le sexage des jeunes spécimens peut tout de même s'avérer difficile.

### Autotomie
Ils peuvent se séparer de leur queue par autotomie, pour échapper à un prédateur par exemple. Les capillaires de la queue se referment alors quasiment instantanément et la queue continue à bouger indépendamment pendant quelques minutes après sa perte, détournant l'attention du prédateur et donnant un instant de répit au gecko pour s'échapper. Toutefois, contrairement à d'autres espèces de geckos, celle-ci ne repousse pas une fois perdue. La perte de la queue n'est pas problématique ; on note d'ailleurs que la grande majorité des spécimens adultes de Correlophus ciliatus trouvés dans la nature ne l'ont plus.

## Éthologie

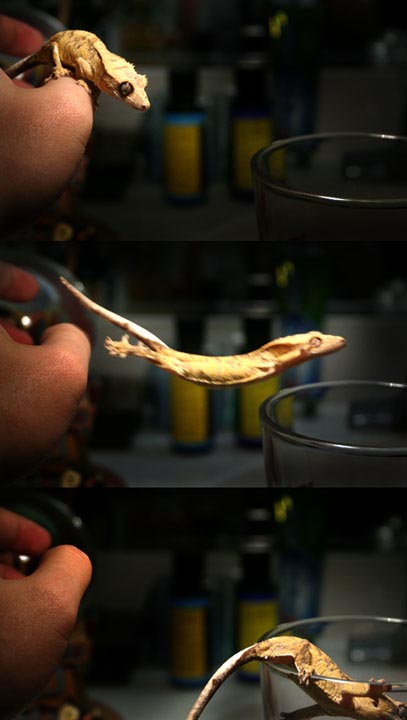
Les geckos à crête sont de très bons sauteurs

Ces geckos sont principalement nocturnes et dorment à l'abri des regards durant la journée.

## Reproduction

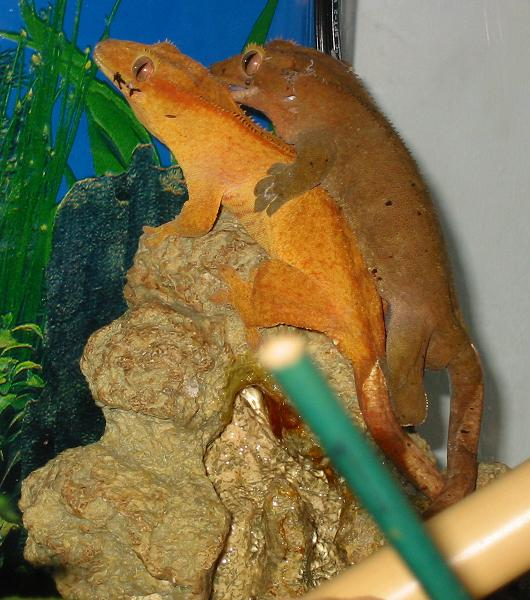
Accouplement en captivité

Bien qu'on ait encore peu d'informations en ce qui concerne la reproduction en milieu sauvage de Correlophus ciliatus, il se reproduit relativement facilement en captivité. La femelle pond deux œufs qui éclosent entre 60 et 90 jours plus tard. Les œufs sont généralement pondus à quatre semaines d'intervalle, tant que les réserves en gras et en calcium de la mère restent à des niveaux corrects pour sa santé. Les geckos à crête ont une petite poche de calcium dans leur bouche. Si une femelle qui pond n'a pas assez de réserve de calcium, celle-ci sera épuisée et il est possible qu'elle souffre par la suite de carences. Cela peut mener à une léthargie, un manque d'appétit ou même la mort. Quant aux petits des œufs pondus par une femelle ayant des carences, ils présentent parfois des signes de maladies osseuses.
Nous ne savons pas encore à ce jour si la température d'incubation des œufs a une influence sur la détermination du sexe des embryons.
En général, les nouveau-nés ne se nourrissent pas avant leur première mue, durant cette période, ils puisent leurs réserves dans ce qu'il reste de leur vitellus.
Après l'accouplement, une femelle Correlophus ciliatus est capable de pondre deux œufs par mois pendant 8 à 10 mois. La conservation du sperme assure que les œufs pondus par la femelle soient fécondés tout au long de la période de reproduction. Après ces 8 à 10 mois, dans la nature, les femelles passent par une période de repos engendrée par le léger refroidissement hivernal, ce qui l'aide à recouvrer ses réserves en nutriments perdues au cours de la ponte. En captivité, si cette période de repos n'est pas observée, la femelle peut continuer à pondre de façon continue, ce qui peut même la conduire à la mort.

## Alimentation
Son régime alimentaire se compose d'insectes, de fruits et de nectar.

## Taxon Lazare
Cette espèce que l'on a cru éteinte pendant longtemps a été redécouverte en 1994 à la suite d'une tempête tropicale. Correlophus ciliatus est classé comme « en danger » par l'UICN. La menace la plus sérieuse pour les populations sauvages serait l'introduction de Wasmannia auropunctata, la petite fourmi de feu, en Nouvelle-Calédonie. La déforestation menace aussi cette espèce arboricole en la privant de son habitat naturel. Ces fourmis sont des prédatrices des geckos. Elles piquent et attaquent en grand nombre. De plus, elles entrent en compétition avec ces lézards, car elles s'attaquent également aux arthropodes dont ils se nourrissent.

## Systématique
L'espèce a été décrite pour la première fois en 1866 sous le nom de Correlophus ciliatus par le zoologiste français Alphone Guichenot dans un article intitulé « Notice sur un nouveau genre de sauriens de la famille des geckotiens du Muséum de Paris » publié dans les « Mémoires de la Société Scientifique Naturelle de Cherbourg ». En 1883, George Albert Boulenger place en synonymie Correlophus avec Rhacodactylus lui donnant le nom Rhacodactylus ciliatus. En 2012, quand le genre Correlophus est relevé de sa synonymie avec Rhacodactylus, à la suite d'une étude phylogénétique semblant montrer que R. ciliatus et R. sarasinorum ne sont pas étroitement apparentés aux autres geckos "géants", les deux espèces sont à nouveau classées dans le genre Correlophus, et Correlophus ciliatus retrouve alors son nom originel

## Étymologie
Le nom ciliatus vient du latin et désigne une « frange » ou des « cils ».

## Philatélie
Cette espèce figure sur un timbre poste de Nouvelle-Calédonie de 70 francs pacifique de la série Programme forêt sèche émis le 8 octobre 2003.

## En captivité
Bien que l'exportation de geckos à crête sauvages soit à présent interdit, les biologistes ont par le passé capturé plusieurs spécimens pour leur étude et leur élevage. Ces spécimens sont à l'origine de lignées d'élevage s'étant établies à la fois en Europe et aux États-Unis. À présent, Correlophus ciliatus compte parmi les espèces de geckos les plus populaires que l'on trouve dans le monde de la terrariophilie.
On estime que leur espérance de vie en captivité est comprise entre 15 et 25 ans, cependant, ils n'ont pas encore été maintenus depuis assez longtemps pour pouvoir considérer cette valeur comme catégorique.

## Publication originale
- Guichenot, 1866 : Notice sur un nouveau genre de sauriens de la famille des geckotiens du Muséum de Paris. Mémoires de la Société Scientifique Naturelle de Cherbourg, vol. 12, p. 248-252.